# Компания Британского Северного Борнео

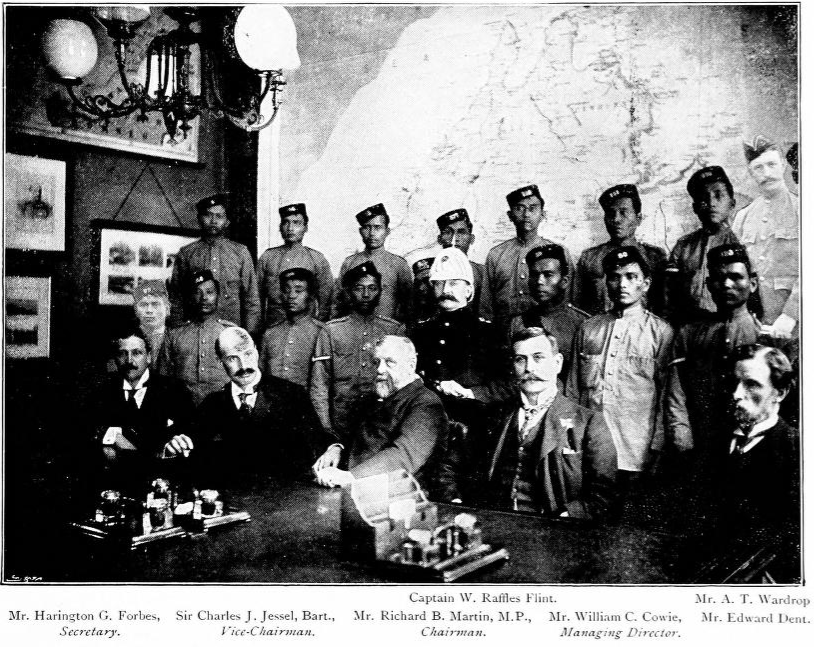
Совет директоров

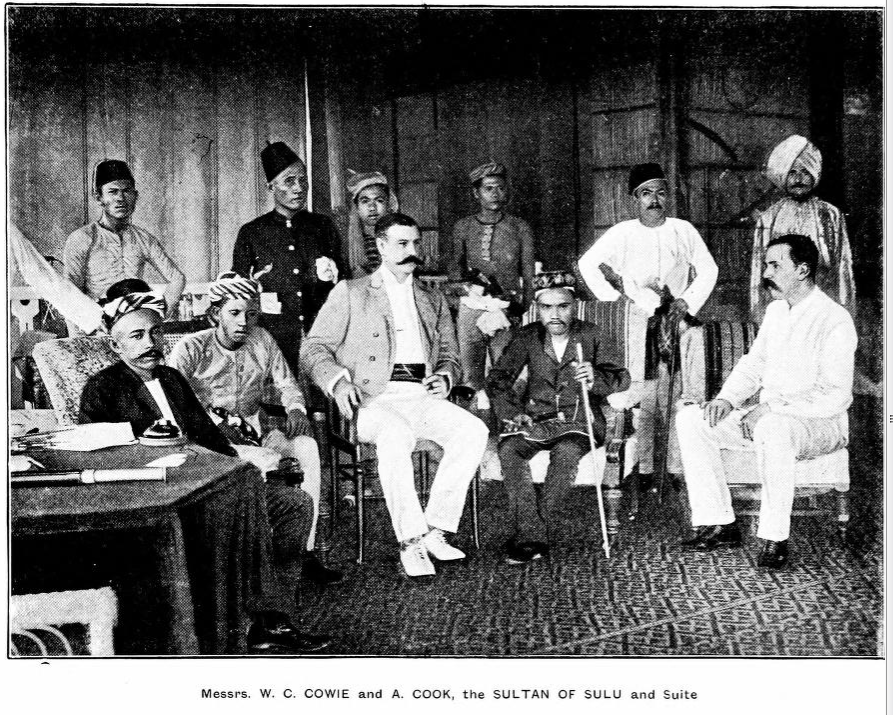
W. C. Cowie, Управляющий директор с Султаном Сулу

Компа́ния Брита́нского Се́верного Борне́о (англ. British North Borneo Company) — британское акционерное общество в 1881—1953 годах, имевшее грамоту короля Великобритании на территориальную юрисдикцию Северного Борнео (в настоящее время малайзийский штат Сабах).
В 1946 году территориальная юрисдикция компании завершилась и её территория была преобразована в коронную колонию Британское Северное Борнео.